# Corace
A Corace egy rövid olaszországi folyó. A Sila-fennsíkonn ered a Monte Brutto lejtőjén, majd átszeli Catanzaro megyét, és Catanzaro város mellett a Squillacei-öbölbe torkollik. Az ókorban Crotalus néven ismerték. Mellékfolyói az Acciaio, Melito és Usito.